# Grace Potter and the Nocturnals
Grace Potter and the Nocturnals är ett band från Vermont, USA. Deras nyaste album heter The Lion The Beast The Beat. Det är en blandning mellan funky blues, soul och rock. På den senaste plattan samarbetar de med Dan Aurbach (The Black Keys). 
Sångerska, låtskrivare, gitarr, orgel och bandledare är 29-åriga Grace Potter, andra medlemmar är Scott Tournet (gitarr mm.), Matthew Burr (trummor), Michael Libramento basgitarr och Benny Yurco gitarr mm.

## Medlemmar
Nuvarande medlemmar
- Grace Potter - sång, gitarr, piano, orgel, Fender Rhodes, keyboard, tamburin (2002– )
- Benny Yurco – gitarr, basgitarr, bakgrundssång (2009– )
- Michael Libramento – basgitarr, keyboard, slagverk, bakgrundssång (2011– )

Tidigare medlemmar
- Matt Burr – trummor, slagverk, bakgrundssång (2002–2017)
- Scott Tournet – gitarr, keyboard, basgitarr, slidegitarr, munspel, bakgrundssång (2002–2015)
- Bryan Dondero – basgitarr, kontrabas, mandolin (2002–2009)
- Catherine Popper – basgitarr, bakgrundssång (2009–2011)

## Diskografi
Studioalbum
- Original Soul (2004)
- Nothing But the Water (2005)
- This Is Somewhere (2007)
- Grace Potter and the Nocturnals (2010)
- The Lion The Beast The Beat (2012)

Livealbum
- Live Oh Five (2005)
- Live In Skowhegan (2008)
- Live from the Legendary Sun Studio (2012)

Singlar
- "Ah, Mary" (2007)
- "Apologies" (2007)
- "I Want Something That I Want" (2008)
- "Tiny Light" (2010)
- "Medicine" (2010)
- "Paris (Ooh La La)" (2010)
- "Please Come Home for Christmas" (2011)
- "Never Go Back" (2012)
- "Stars" (2012)

## TV-framträdanden
- Beautiful Noise
- The Tonight Show with Jay Leno
- One Tree Hill